# Dodge County, Minnesota
Dodge County är ett administrativt område i delstaten Minnesota i USA, med 20 087 invånare. Den administrativa huvudorten (county seat) är Mantorville.

## Politik
Dodge County röstar i regel republikanskt. Republikanernas kandidat har vunnit området i samtliga presidentval under 2000-talet. I valet 2016 vann republikanernas kandidat med siffrorna 61,3 procent mot 29,1 för demokraternas kandidat, vilket var den största segern i området för en republikansk kandidat sedan valet 1972. Området har röstat för republikanerna i samtliga presidentval sedan 1892 utom 1912, 1932, 1936, 1948, 1964 och 1996.

## Geografi
Enligt United States Census Bureau har countyt en total area på 1 139 km². 1 139 km² av den arean är land och 0 km² är vatten.   

### Angränsande countyn
- Rice County - nordväst
- Goodhue County - nordost
- Olmsted County - öst
- Mower County - syd
- Steele County - väst